# Silvia Ortiz
Silvia Patricia Ortiz Morocho (* 30. Juni 1992 in Ambato) ist eine ecuadorianische Leichtathletin, die sich auf den Langstreckenlauf spezialisiert hat.

## Sportliche Laufbahn
Erste internationale Erfahrungen sammelte Silvia Ortiz im Jahr 2019, als sie bei den Südamerikameisterschaften in Lima in 36:25,65 min den achten Platz im 10.000-Meter-Lauf belegte. Zwei Jahre später gewann sie dann bei den Südamerikameisterschaften im heimischen Guayaquil mit neuer Bestleistung von 34:06,61 min die Silbermedaille hinter der Venezolanerin Edymar Brea. Zudem siegte sie in 2:48:10 min bei den Halbmarathon-Südamerikameisterschaften in Asunción. 2022 belegte sie bei den Ibero-Amerikanischen Meisterschaften in La Nucia in 17:06,19 min den zehnten Platz im 5000-Meter-Lauf und anschließend gelangte sie bei den Juegos Bolivarianos in Valledupar mit 34:54,92 min auf Rang vier über 10.000 Meter. Im August wurde sie bei den Halbmarathon-Südamerikameisterschaften in Buenos Aires in 1:11:30 h Vierte und anschließend erreichte sie bei den Südamerikaspielen in Asunción mit 34:38,68 min auf Rang vier über 10.000 Meter. Im Jahr darauf belegte sie bei den Weltmeisterschaften in São Paulo in 34:32,1 min den vierten Platz über 10.000 Meter und im August wurde sie bei den Weltmeisterschaften in Budapest nach 2:35:09 h 29. im Marathonlauf. Im Oktober gelangte sie bei den Straßenlauf-Weltmeisterschaften in Riga mit 1:12:44 h auf Rang 35 im Halbmarathon. 2024 gewann sie bei den Panamerikanischen Crosslauf-Meisterschaften in San Salvador in 35:10 min die Silbermedaille hinter der Kolumbianerin Shellcy Sarmiento und anschließend wurde sie bei den Crosslauf-Weltmeisterschaften in Belgrad nach 36:06 min 57. im Einzelbewerb. Im Mai gewann sie bei den Ibero-Amerikanischen Meisterschaften in Cuiabá in 34:42 min die Silbermedaille im 10-km-Straßenlauf hinter ihrer Landsfrau Mary Granja. Anschließend gewann sie bei den Straßenlauf-Südamerikameisterschaften in Asunción in 1:14:07 h die Silbermedaill im Halbmarathon ebenfalls hinter Granja. Im August wurde sie bei den Olympischen Sommerspielen in Paris in 2:37:23 h 61. im Marathon.
2019 wurde Ortiz ecuadorianische Meisterin im 5000-Meter-Lauf sowie 2021 und 2023 über 10.000 Meter.

## Persönliche Bestleistungen
- 3000 Meter: 10:19,07 min, 24. Juli 2011 in Guayaquil
- 5000 Meter: 17:06,19 min, 22. Mai 2022 in La Nucia
- 10.000 Meter: 34:06,61 min, 29. Mai 2021 in Guayaquil
- 10-km-Straßenlauf: 34:43 min, 12. Mai 2024 in Cuiabá
- Halbmarathon: 1:11:30 h, 21. August 2022 in Buenos Aires
- Marathon: 2:27:36 h, 19. Februar 2023 in Sevilla